# Список номинантов и лауреатов премии «Золотая маска» 2006 года
«Золотая маска» — российская национальная театральная премия и фестиваль. «Золотая маска» была учреждена Союзом театральных деятелей России (СТД РФ) в 1993 году (в некоторых источниках назван 1994 год) по инициативе народного артиста СССР М. А. Ульянова (председатель СТД РФ в 1986—1996 годах) и при участии его заместителя В. Г. Урина и драматурга В. В. Павлова.

## О премии
Премия присуждается на конкурсной основе один раз в год по итогам прошедшего театрального сезона за творческие достижения в области театрального искусства, вручается спектаклям всех жанров театрального искусства: драма, опера, балет, оперетта и мюзикл, кукольный театр.
Для определения соискателей премии «Золотая маска» создаётся экспертный совет из числа ведущих театральных критиков, специалистов союза театральных деятелей и его региональных организаций. Состав экспертного совета и его председатель утверждаются секретариатом СТД РФ. Для определения победителей — лауреатов из состава номинантов (тайным голосованием по результатам фестиваля) создаётся два профессиональных жюри — одно для спектаклей театра драмы и театров кукол и второе для спектаклей оперы, оперетты / мюзикла и балета. В состав жюри не могут входить создатели и исполнители спектаклей, участвующих в фестивале, а также члены экспертного совета.

## Лауреаты и события фестиваля «Золотая маска» 2006 года
12-й фестиваль «Золотая маска» прошёл в Москве с 29 марта по 16 апреля 2006 года и открылся спектаклем Мариинского театра «Путешествие в Реймс» 17 февраля в Большом театре. В фестивале участвовало 42 театра из 11 городов России.

### Номинанты премии «Золотая маска» 2006 года
Председателем экспертного совета драматического театра и театра кукол стала театральный критик Елена Алексеева. В состав экспертного совета вошли: Ольга Глазунова (заведующая Кабинетом театров для детей и театров кукол СТД РФ), Дина Годер (театральный критик), Екатерина Дмитриевская (театральный критик), Олег Лоевский (директор всероссийского фестиваля «Реальный театр»), Елена Маркова (театральный критик), Олег Пивоваров (театральный критик), Татьяна Тихоновец (театральный критик).
Председателем экспертного совета музыкального театра стала балетный критик Майя Крылова. В состав экспертного совета вошли: Марина Борисова (музыковед, критик), Лариса Барыкина (музыковед, театральный критик), Владимир Калужский (музыковед), Наталья Курюмова (балетный критик), Виолета Майниеце (музыкальный критик), Гюляра Садых-заде (музыкальный критик), Марина Чистякова (музыкальный критик).
Таблица номинантов составлена на основании официального опубликованного списка, с группировкой по спектаклям. В таблице объединены в одну колонку номинации «лучшая женская роль» и «лучшая мужская роль».
Легенда:
  — Спектакль номинирован в номинации «Лучший спектакль»

«–» — Этот аспект спектакля не номинирован
| Конкурс спектаклей драматического театра (спектакль большой формы)                   | Конкурс спектаклей драматического театра (спектакль большой формы) | Конкурс спектаклей драматического театра (спектакль большой формы) | Конкурс спектаклей драматического театра (спектакль большой формы) | Конкурс спектаклей драматического театра (спектакль большой формы) |
| ------------------------------------------------------------------------------------ | ------------------------------------------------------------------ | ------------------------------------------------------------------ | ------------------------------------------------------------------ | ------------------------------------------------------------------ |
|                                                                                      |                                                                    |                                                                    |                                                                    |                                                                    |
| Спектакль/номинации                                                                  | лучший спектакль                                                   | лучшая работа режиссёра                                            | лучшая роль                                                        | лучшая работа художника-постановщика                               |
|                                                                                      |                                                                    |                                                                    |                                                                    |                                                                    |
| «Вишнёвый сад» Театр драмы, Омск                                                     | зелёная ✓                                                          | Евгений Марчелли                                                   | Михаил Окунев (Лопахин)                                            | Сергей Горянский                                                   |
| «Король Лир» Тувинский музыкально-драматический театр, Кызыл                         | зелёная ✓                                                          | Алексей Ооржак                                                     | Александр Салчак (Лир)                                             | Валерий Шульга                                                     |
| «Лес» Художественный театр имени А. П. Чехова, Москва                                | зелёная ✓                                                          | Кирилл Серебренников                                               | –                                                                  | Николай Симонов                                                    |
| «Оскар и Розовая дама» Театр имени Ленсовета, Санкт-Петербург                        | зелёная ✓                                                          | Владислав Пази                                                     | Алиса Фрейндлих                                                    | –                                                                  |
| «Последняя жертва» Малый театр, Москва                                               | –                                                                  | –                                                                  | Василий Бочкарев (Прибытков)                                       | –                                                                  |
| «Три сестры» Театр «Мастерская Петра Фоменко», Москва                                | зелёная ✓                                                          | Пётр Фоменко                                                       | –                                                                  | –                                                                  |
| «Чудаки» «Пятый театр», Омск                                                         | зелёная ✓                                                          | Анатолий Праудин                                                   | –                                                                  | –                                                                  |
|                                                                                      |                                                                    |                                                                    |                                                                    |                                                                    |
| Конкурс спектаклей драматического театра (спектакль малой формы)                     |                                                                    |                                                                    |                                                                    |                                                                    |
|                                                                                      |                                                                    |                                                                    |                                                                    |                                                                    |
| «Изображая жертву» Художественный театр имени А. П. Чехова, Москва                   | зелёная ✓                                                          | Кирилл Серебренников                                               | –                                                                  | –                                                                  |
| «Мальчики» Театр «Студия театрального искусства», Москва                             | зелёная ✓                                                          | Сергей Женовач                                                     | –                                                                  | –                                                                  |
| «На дне» «Небольшой драматический театр», Санкт-Петербург                            | зелёная ✓                                                          | Лев Эренбург                                                       | –                                                                  | –                                                                  |
| «Сцены из деревенской жизни» («Дядя Ваня») Театр «Около дома Станиславского», Москва | зелёная ✓                                                          | Юрий Погребничко                                                   | Алексей Левинский (Серебряков)                                     | –                                                                  |
| «Фрекен Жюли» Театр драмы, Омск                                                      | зелёная ✓                                                          | Евгений Марчелли                                                   | Инга Матис (Кристина) • Виталий Кищенко (Жан)                      | –                                                                  |
| «Шинель» Театр «Современник» и Центр им. Вс. Мейерхольда, Москва                     | зелёная ✓                                                          | Валерий Фокин                                                      | Марина Неёлова (Башмачкин)                                         | Александр Боровский                                                |

| Конкурс спектаклей театров оперы                          | Конкурс спектаклей театров оперы | Конкурс спектаклей театров оперы | Конкурс спектаклей театров оперы   | Конкурс спектаклей театров оперы     | Конкурс спектаклей театров оперы |
| --------------------------------------------------------- | -------------------------------- | -------------------------------- | ---------------------------------- | ------------------------------------ | -------------------------------- |
|                                                           |                                  |                                  |                                    |                                      |                                  |
| Спектакль/номинации                                       | лучший спектакль                 | лучшая работа режиссёра          | лучшая роль                        | лучшая работа художника-постановщика | лучшая работа дирижёра           |
|                                                           |                                  |                                  |                                    |                                      |                                  |
| «Волшебная флейта» Театр оперы и балета, Уфа              | зелёная ✓                        | Уве Шварц                        | Владимир Копытов (Папагено)        | –                                    | –                                |
| «Дети Розенталя» Большой театр, Москва                    | зелёная ✓                        | Эймунтас Някрошюс                | Елена Вознесенская (Таня)          | –                                    | Александр Ведерников             |
| «Кармен» Театр оперы и балета, Пермь                      | зелёная ✓                        | Георгий Исаакян                  | Сергей Перминов (Хозе)             | Вячеслав Окунев                      | –                                |
| «Мадам Баттерфляй» Большой театр, Москва                  | зелёная ✓                        | –                                | Адина Нитеску (Чио-Чио-Сан)        | –                                    | –                                |
| «Путешествие в Реймс» Мариинский театр, Санкт-Петербург   | зелёная ✓                        | Ален Маратра                     | Лариса Юдина (Графиня де Фольвиль) | –                                    | –                                |
| «Соловей» Театр оперы и балета, Пермь                     | зелёная ✓                        | Татьяна Баганова                 | –                                  | Светлана Башарина                    | –                                |
| «Травиата» Театр «Санкт-Петербург Опера», Санкт-Петербург | зелёная ✓                        | Юрий Александров                 | Юлия Птицына (Виолетта)            | –                                    | –                                |
| «Тристан и Изольда» Мариинский театр, Санкт-Петербург     | зелёная ✓                        | Дмитрий Черняков                 | Лариса Гоголевская (Изольда)       | Дмитрий Черняков и Зиновий Марголин  | –                                |
| «Упавший с неба» Театр «Геликон-опера», Москва            | зелёная ✓                        | Дмитрий Бертман                  | –                                  | –                                    | Владимир Понькин                 |

| Конкурс спектаклей оперетты / мюзикла                          | Конкурс спектаклей оперетты / мюзикла | Конкурс спектаклей оперетты / мюзикла | Конкурс спектаклей оперетты / мюзикла                          | Конкурс спектаклей оперетты / мюзикла |
| -------------------------------------------------------------- | ------------------------------------- | ------------------------------------- | -------------------------------------------------------------- | ------------------------------------- |
|                                                                |                                       |                                       |                                                                |                                       |
| Спектакль/номинации                                            | лучший спектакль                      | лучшая работа режиссёра               | лучшая роль                                                    | лучшая работа художника-постановщика  |
|                                                                |                                       |                                       |                                                                |                                       |
| «Моя прекрасная леди» Театр «Московская оперетта», Москва      | зелёная ✓                             | –                                     | Елена Зайцева (Элиза)                                          | –                                     |
| «Ночь открытых дверей» Театр музыкальной комедии, Екатеринбург | зелёная ✓                             | Кирилл Стрежнев                       | Павел Дралов (Боб Кретчит) • Владимир Смолин (Эбенезер Скрудж) | –                                     |
| «Фигаро здесь!» Театр музыкальной комедии, Новосибирск         | зелёная ✓                             | Леонид Квинихидзе                     | Вероника Гришуленко (Розина) • Александр Выскрибенцев (Фигаро) | Яна Штокбант                          |

| Конкурс спектаклей балета                                        | Конкурс спектаклей балета | Конкурс спектаклей балета                        | Конкурс спектаклей балета            | Конкурс спектаклей балета                              |
| ---------------------------------------------------------------- | ------------------------- | ------------------------------------------------ | ------------------------------------ | ------------------------------------------------------ |
|                                                                  |                           |                                                  |                                      |                                                        |
| Спектакль/номинации                                              | лучший спектакль          | лучшая роль                                      | лучшая работа художника-постановщика | лучшая работа постановщика (балетмейстера/ хореографа) |
|                                                                  |                           |                                                  |                                      |                                                        |
| «Approximate Sonata» Мариинский театр, Санкт-Петербург           | зелёная ✓                 | –                                                | –                                    | –                                                      |
| «Reverence» Мариинский театр, Санкт-Петербург                    | зелёная ✓                 | Александр Сергеев                                | –                                    | Дэвид Доусон                                           |
| «Анна Каренина» Театр балета Бориса Эйфмана, Санкт-Петербург     | зелёная ✓                 | Мария Абашова (Анна Каренина)                    | –                                    | –                                                      |
| «Болт» Большой театр, Москва                                     | зелёная ✓                 | Денис Савин (Денис)                              | Семён Пастух                         | Алексей Ратманский                                     |
| «Ромео и Джульетта» Театр оперы и балета, Красноярск             | зелёная ✓                 | Анна Ребецкая (Джульетта)                        | –                                    | Сергей Бобров                                          |
| «Сон в летнюю ночь» Большой театр, Москва                        | зелёная ✓                 | Светлана Захарова (Титания) • Ян Годовский (Пэк) | –                                    | –                                                      |
|                                                                  |                           |                                                  |                                      |                                                        |
| Конкурс спектаклей балета (современный танец)                    |                           |                                                  |                                      |                                                        |
|                                                                  |                           |                                                  |                                      |                                                        |
| «Двери» Театральный проект «Apparatus», Москва-Таллинн           | зелёная ✓                 | –                                                | –                                    | –                                                      |
| «Клетка для попугаев» Балет Евгения Панфилова, Пермь             | зелёная ✓                 | –                                                | –                                    | –                                                      |
| «Мухи» Проект Дины Хусейн и Анны Абалихиной, Театр наций, Москва | зелёная ✓                 | Анна Абалихина • Дина Хусейн                     | –                                    | –                                                      |
| Немного ностальгии Театр современного танца, Челябинск           | зелёная ✓                 | –                                                | –                                    | –                                                      |

| Конкурс спектаклей театров кукол                                                                          | Конкурс спектаклей театров кукол | Конкурс спектаклей театров кукол | Конкурс спектаклей театров кукол     | Конкурс спектаклей театров кукол                                                   |
| --- | -------------------------------- | -------------------------------- | ------------------------------------ | ---------------------------------------------------------------------------------- |
| |                                  |                                  |                                      |                                                                                    |
| Спектакль/номинации                                                                                       | лучший спектакль                 | лучшая работа режиссёра          | лучшая работа художника-постановщика | лучшая актёрская работа                                                            |
| |                                  |                                  |                                      |                                                                                    |
| «Гадкий утёнок» Театр «Бродячая собачка», Санкт-Петербург                                                 | зелёная ✓                        | –                                | Алевтина Торик                       | –                                                                                  |
| «И пишу я тебе в первый раз» («Оскар и Розовая Дама») Хакасский национальный театр кукол «Сказка», Абакан | зелёная ✓                        | Евгений Ибрагимов                | Евгений Ибрагимов                    | Рима Зайнуллина (Оскар) • Дана Хроустова (Дама)                                    |
| «Поющая стрела» Бурятский театр кукол «Ульгэр», Улан-Удэ                                                  | зелёная ✓                        | Эрдени Жалцанов                  | Ольга Акимова                        | Арсалан Бидагаров (Ээлен-батор) • Жаргал Лодоев (Мээл-батор, старец, трижды герой) |

| Новация                                                                     | Новация          | Новация                 | Новация                              |
| --------------------------------------------------------------------------- | ---------------- | ----------------------- | ------------------------------------ |
|                                                                             |                  |                         |                                      |
| Спектакль/номинации                                                         | лучший спектакль | лучшая работа режиссёра | лучшая работа художника-постановщика |
|                                                                             |                  |                         |                                      |
| «Бытие № 2» Театр «Практика», Театр.doc, Москва, Theater der Welt, Штутгарт | зелёная ✓        | –                       | –                                    |
| «Между собакой и волком» «Формальный театр», Санкт-Петербург                | зелёная ✓        | Андрей Могучий          | Андрей Могучий и Алексей Богданов    |
| «Недосказки» Театр «Школа драматического искусства», Москва                 | зелёная ✓        | –                       | –                                    |
| «Полифем» Театр «Тень», Москва                                              | зелёная ✓        | –                       | Виктор Платонов и Илья Эпельбаум     |

### Лауреаты премии «Золотая маска» 2006 года
Председателем жюри драматического театра и театра кукол стал режиссёр Алексей Бородин. В состав жюри вошли: Марина Азизян (театральный художник), Юрий Белявский (журналист), Ольга Егошина (театральный критик), Игорь Игнатьев (режиссёр театров кукол), Елена Ковальская (театральный критик), Вячеслав Кокорин (режиссёр), Дмитрий Лохов (художественный руководитель Архангельского театра кукол), Борис Любимов (театральный критик), Людмила Максакова (актриса), Видмантас Силюнас (искусствовед), Андрей Смоляков (актёр), Алёна Солнцева (театральный и кинокритик), Роза Хайруллина (актриса).
Председателем жюри музыкальных театров выступил балетмейстер Владимир Васильев. В состав жюри вошли: Леонид Болдин (певец), Наталия Гайда (певица), Лейла Гучмазова (балетный критик), Максим Дунаевский (композитор), Владимир Кобекин (композитор), Феликс Коробов (дирижёр), Борис Мессерер (театральный художник), Михаил Мугинштейн (музыковед), Марина Нестьева (музыковед), Марина Романовская (директор Витебского международного фестиваля современной хореографии), Алла Сигалова (хореограф, актриса), Сусанна Цирюк (режиссёр), Ирина Яськевич (музыковед, музыкальный критик).
Церемония вручения премии «Золотая маска» прошла 17 апреля на Новой сцене Большого театра. Церемонию поставил Дмитрий Бертман. Победителей в номинаций объявляло анимированное изображение эмблемы фестиваля на большом плазменном экране. Коллектив редакторов газеты «Ведомости» заметив, что и у организаторов предыдущих фестивалей были некоторые проблемы со вкусом, назвали церемонию китчем. Такой приём, по словам театрального критика Марины Давыдовой, оказался очень удачным и позволял забыть на время о существовании жюри, а все выходившие на сцену «внимали оракулу с каким-то почтительным благоговением». В то же время, она выразила неудовольствие по поводу того, что большинство наград достались театральным «мэтрам», а многие достойные драматические работы оказались при этом незамеченными судьями. Единственным представителем нового театрального поколения стал Андрей Могучий, получивший премию за спектакль «Между собакой и волком» в номинации «Новация». При этом, победа Алисы Фрейндлих в номинации «лучшая женская роль» за игру в моноспектакле «Оскар и Розовая дама», встреченная залом овациями, и победа Василия Бочкарёва в номинации «лучшая мужская роль» за роль Прибыткова в спектакле «Последняя жертва» названы более чем справедливыми.
Таблица лауреатов составлена на основании положения о премии (от октября 2000 года) и официального опубликованного списка лауреатов.
Легенда:
     — Лауреаты премий в основных номинациях

     — Лауреаты премий в частных номинациях

 — Премия не присуждалась
| Конкурс                                                          | Номинация                                             | Победитель                                 | Произведение (роль)                                   | Театр (учреждение)                                                   |
| ---------------------------------------------------------------- | ----------------------------------------------------- | ------------------------------------------ | ----------------------------------------------------- | -------------------------------------------------------------------- |
|                                                                  |                                                       |                                            |                                                       |                                                                      |
| Конкурс спектаклей драматического театра                         | Лучший спектакль большой формы                        | «Три сестры»                               | «Три сестры»                                          | «Мастерская Петра Фоменко», Москва                                   |
| Конкурс спектаклей драматического театра                         | Лучший спектакль малой формы                          | «Шинель»                                   | «Шинель»                                              | «Современник», Москва и Творческий центр им. Вс. Мейерхольда, Москва |
| Конкурс спектаклей драматического театра                         | Лучшая работа режиссёра                               | Петр Фоменко                               | «Три сестры»                                          | «Мастерская Петра Фоменко», Москва                                   |
| Конкурс спектаклей драматического театра                         | Лучшая работа художника-постановщика                  | Александр Боровский                        | «Шинель»                                              | «Современник», Москва и Творческий центр им. Вс. Мейерхольда, Москва |
| Конкурс спектаклей драматического театра                         | Лучшая женская роль                                   | Алиса Фрейндлих                            | «Оскар и Розовая дама»                                | Театр им. Ленсовета, Санкт-Петербург                                 |
| Конкурс спектаклей драматического театра                         | Лучшая мужская роль                                   | Василий Бочкарёв                           | «Последняя жертва» (Прибытков)                        | Малый театр, Москва                                                  |
|                                                                  |                                                       |                                            |                                                       |                                                                      |
| Конкурс спектаклей театров оперы                                 | Лучший спектакль                                      | «Путешествие в Реймс»                      | «Путешествие в Реймс»                                 | Мариинский театр, Санкт-Петербург                                    |
| Конкурс спектаклей театров оперы                                 | Лучшая работа режиссёра                               | Ален Маратра                               | «Путешествие в Реймс»                                 | Мариинский театр, Санкт-Петербург                                    |
| Конкурс спектаклей театров оперы                                 | Лучшая работа дирижёра                                | N [ 11 ]                                   | N [ 11 ]                                              | N [ 11 ]                                                             |
| Конкурс спектаклей театров оперы                                 | Лучшая женская роль                                   | Лариса Гоголевская                         | «Тристан и Изольда»                                   | Мариинский театр, Санкт-Петербург                                    |
| Конкурс спектаклей театров оперы                                 | Лучшая мужская роль                                   | N [ 11 ]                                   | N [ 11 ]                                              | N [ 11 ]                                                             |
|                                                                  |                                                       |                                            |                                                       |                                                                      |
| Конкурс спектаклей оперетты / мюзикла                            | Лучший спектакль                                      | «Ночь открытых дверей»                     | «Ночь открытых дверей»                                | Театр музыкальной комедии, Екатеринбург                              |
| Конкурс спектаклей оперетты / мюзикла                            | Лучшая работа режиссёра                               | Леонид Квинихидзе                          | «Фигаро здесь!»                                       | Театр музыкальной комедии, Новосибирск                               |
| Конкурс спектаклей оперетты / мюзикла                            | Лучшая работа дирижёра                                | N [ 11 ]                                   | N [ 11 ]                                              | N [ 11 ]                                                             |
| Конкурс спектаклей оперетты / мюзикла                            | Лучшая женская роль                                   | Вероника Гришуленко                        | «Фигаро здесь!» (Розина)                              | Театр музыкальной комедии, Новосибирск                               |
| Конкурс спектаклей оперетты / мюзикла                            | Лучшая мужская роль                                   | Владимир Смолин                            | «Ночь открытых дверей», (Эбенезер Скруджи)            | Театр музыкальной комедии, Екатеринбург                              |
|                                                                  |                                                       |                                            |                                                       |                                                                      |
| Конкурс спектаклей балета                                        | Лучший спектакль балета                               | «Сон в летнюю ночь»                        | «Сон в летнюю ночь»                                   | Большой театр, Москва                                                |
| Конкурс спектаклей балета                                        | Лучший спектакль современного танца                   | «Клетка для попугаев»                      | «Клетка для попугаев»                                 | «Балет Евгения Панфилова», Пермь                                     |
| Конкурс спектаклей балета                                        | Лучшая работа постановщика (балетмейстера/хореографа) | Дэвид Доусон                               | «Reverence»                                           | Мариинский театр, Санкт-Петербург                                    |
| Конкурс спектаклей балета                                        | Лучшая женская роль                                   | Мария Абашова                              | «Анна Каренина»                                       | Театр балета Бориса Эйфмана, Санкт-Петербург                         |
| Конкурс спектаклей балета                                        | Лучшая мужская роль                                   | Ян Годовский                               | «Сон в летнюю ночь» (Филострат (Пэк)                  | Большой театр, Москва                                                |
|                                                                  |                                                       |                                            |                                                       |                                                                      |
| Конкурс спектаклей театров кукол                                 | Лучший спектакль                                      | «Поющая стрела»                            | «Поющая стрела»                                       | «Ульгэр», Улан-Удэ                                                   |
| Конкурс спектаклей театров кукол                                 | Лучшая работа режиссёра                               | Евгений Ибрагимов                          | «И пишу я тебе в первый раз» («Оскар и Розовая дама») | Хакасский национальный театр кукол «Сказка», Абакан                  |
| Конкурс спектаклей театров кукол                                 | Лучшая работа художника                               | Алевтина Торик                             | «Гадкий утенок»                                       | «Бродячая собачка», Санкт-Петербург                                  |
| Конкурс спектаклей театров кукол                                 | Лучшая актёрская работа                               | Жаргал Лодоев                              | «Поющая стрела» (Мээл-батор, старец, трижды герой)    | «Ульгэр», Улан-Удэ                                                   |
|                                                                  |                                                       |                                            |                                                       |                                                                      |
| Из номинантов на звание «Лучший спектакль» — музыкальных театров | Лучшая работа художника в музыкальном театре          | N [ 11 ]                                   | N [ 11 ]                                              | N [ 11 ]                                                             |
|                                                                  |                                                       |                                            |                                                       |                                                                      |
| Новация                                                          | Лучший спектакль                                      | «Между собакой и волком»                   | «Между собакой и волком»                              | Формальный театр, Санкт-Петербург                                    |
|                                                                  |                                                       |                                            |                                                       |                                                                      |
| Специальные премии                                               |                                                       |                                            |                                                       |                                                                      |
|                                                                  |                                                       |                                            |                                                       |                                                                      |
| Специальные премии жюри                                          |                                                       |                                            |                                                       |                                                                      |
| За разнообразие творческих поисков в сезоне 2004—2005 гг.        | Евгений Марчелли                                      | Евгений Марчелли                           | Омский академический театр драмы, Омск                |                                                                      |
| За создание ярких спектаклей в сезоне 2004—2005 гг.              | Кирилл Серебренников                                  | Кирилл Серебренников                       | Кирилл Серебренников                                  |                                                                      |
| За музыкальное событие сезона 2004—2005 гг.                      | «Тристан и Изольда»                                   | «Тристан и Изольда»                        | Мариинский театр, Санкт-Петербург                     |                                                                      |
| За инициативу в развитии современной российской оперы            | Леонид Десятников, Владимир Сорокин                   | «Дети Розенталя»                           | Большой театр, Москва                                 |                                                                      |
| Приз критики                                                     | «Между собакой и волком»                              | «Между собакой и волком»                   | Формальный театр, Санкт-Петербург                     |                                                                      |
| Приз зрительских симпатий Nescafe Gold                           | «Оскар и Розовая дама»                                | «Оскар и Розовая дама»                     | Театр им. Ленсовета, Санкт-Петербург                  |                                                                      |
| Лучший зарубежный спектакль, показанный в России в 2005 г.       | Михаэль Тальхаймер                                    | «Эмилия Галотти»                           | «Дойчес Театр Берлин», Германия                       |                                                                      |
|                                                                  |                                                       |                                            |                                                       |                                                                      |
| За честь и достоинство                                           | Людмила Макарова • Наталья Терентьева                 | За поддержку театрального искусства России | За поддержку театрального искусства России            | Сбербанк России • Президент Республики Башкортостан Муртаза Рахимов  |